# Villa Cipolla Pellegrini
Villa Cipolla Pellegrini è una dimora storica del XVI secolo costruita come residenza di campagna dei Cipolla di Verona, ubicata nel comune di Tregnago (VR). 
Nella struttura generale mostra ancora tratti della sua fisionomia cinquecentesca, nonostante la ristrutturazione portata a termine da Francesco Ronzani nel 1841.
La parte centrale è sormontata da un frontone impreziosito da statue, sotto il quale campeggia il grandioso stemma dei Cipolla. La parte inferiore è a finto bugnato, mentre quella superiore, liscia, presenta sopra le finestre architravate decorazioni floreali e arboree. 
Membri illustri di questa famiglia furono gli storici Luigi e Carlo Cipolla, che hanno dedicato particolare attenzione alle vicende veronesi e locali.
A Belfiore, comune ugualmente in provincia di Verona situato alla sinistra dell'Adige, in località Panterona, si trova altra Villa Cipolla, detta appunto Panterona eretta nel 1692.

Altre notevoli costruzioni di interesse artistico, dei conti Cipolla si ritrovano nel territorio veneto:

a Castion Costermano ricordiamo la splendida villa settecentesca opera dell'architetto Pellegrini su base di un edificio del secolo XV